# Zas
Zas es un municipio español perteneciente a la provincia de La Coruña y a la comarca de Tierra de Soneira, en la comunidad autónoma de Galicia.

## Geografía
Limita con los municipios de Coristanco, Santa Comba, Mazaricos, Vimianzo, Lage y Cabana de Bergantiños. Con una forma alargada en dirección norte-sur, la altura más destacada es la del Pico de Meda. Aunque sin litoral, el municipio se encuentra situado en la zona central de la Costa de la Muerte. Por el norte del municipio discurre el río Grande y por las parroquias del sur el río Jallas.

## Parroquias
Parroquias que forman parte del municipio:
- Allo[3]
- Bayo[3]
- Brandomil (San Pedro)
- Brandoñas (Santa María)
- Carreira (Santiago)
- Castro (San Adrián)
- Gándara (Santa María)
- Lamas (Santa María)
- Loroño (Santiago)
- Meanos (San Martiño)
- Mira (Santa María)
- Muiño[3]
- Pazos (San Cremenzo)
- Roma (Santa Cecilia)
- Vilar (San Pedro)
- Zas (San Andrés)[4]

## Geografía humana

### Demografía
Cuenta con una población de 4261 habitantes (INE 2024).
| Gráfica de evolución demográfica de Zas entre 1842 y 2021                                                             |
| |
| Población de derecho según los censos de población del INE. Población de hecho según los censos de población del INE. |

## Economía

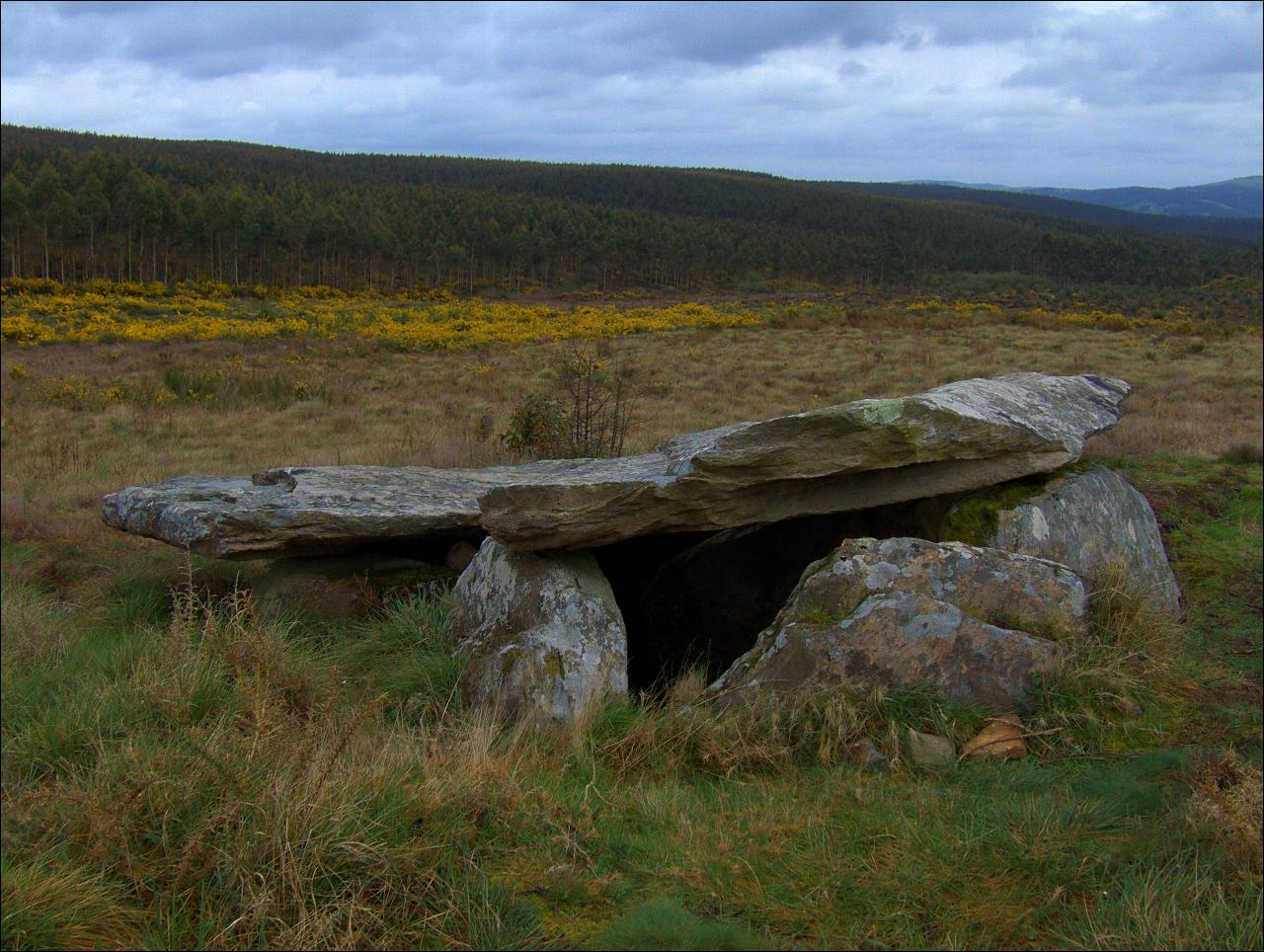
Arca da Piosa

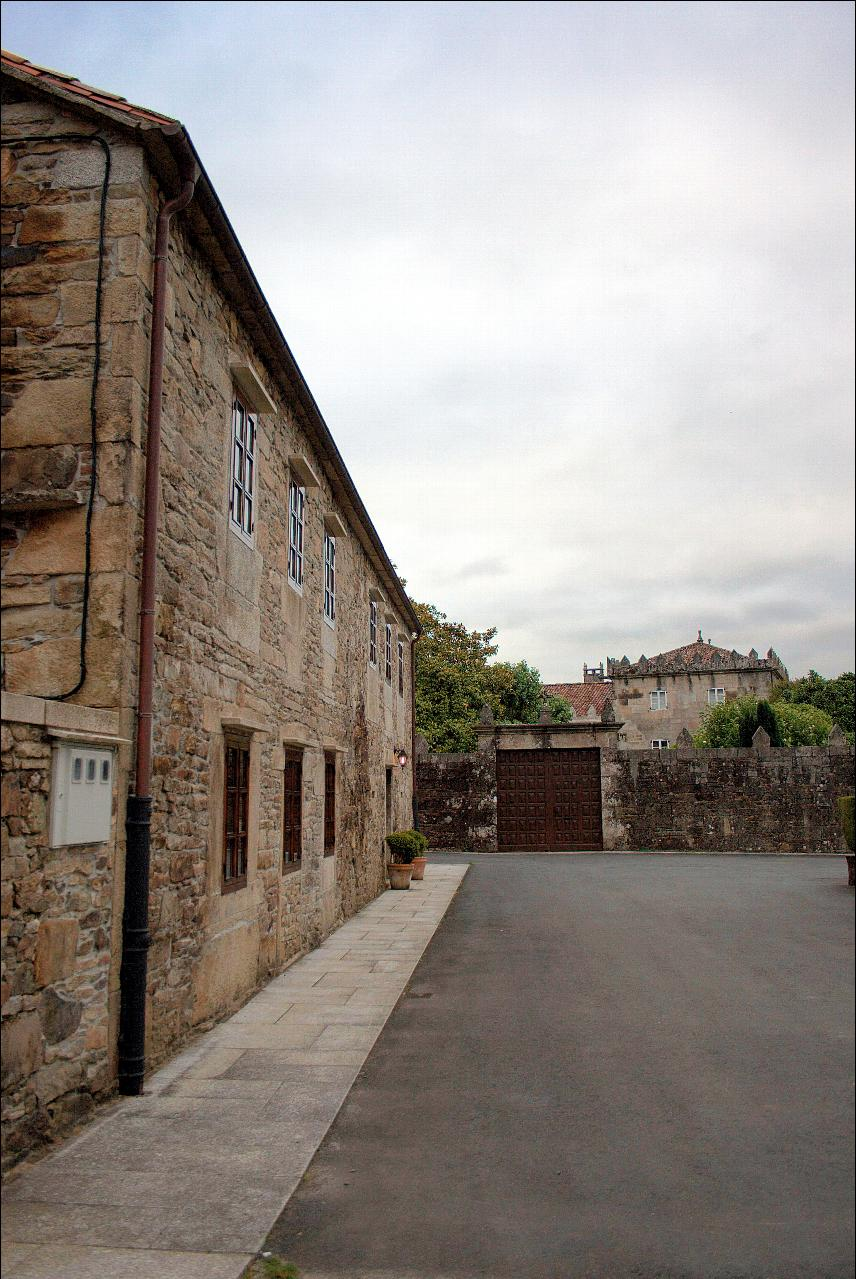
Pazo de Romelle

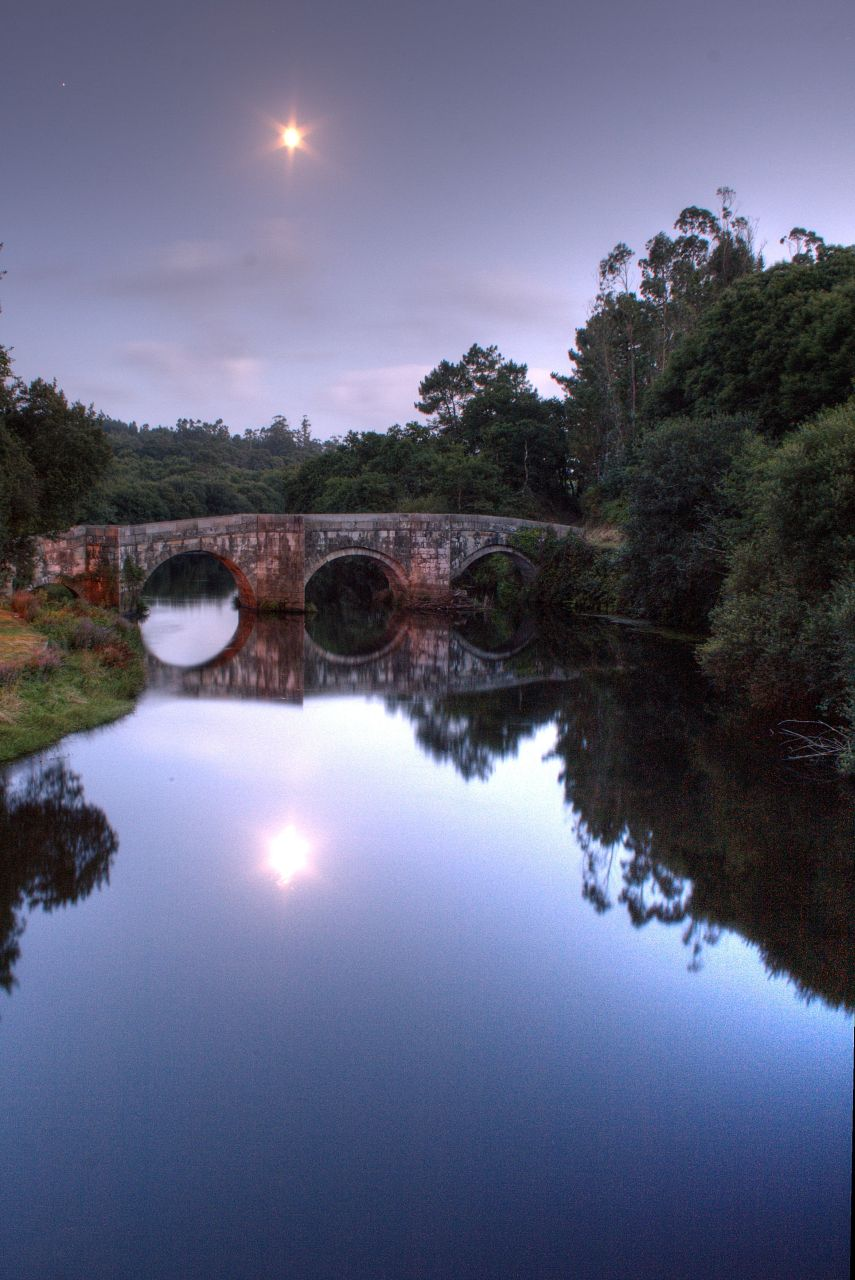
Puente de Brandomil

Como la mayoría de los municipios del interior de Galicia, Zas se sustenta en una economía principalmente agrícola y ganadera, de explotaciones minifundistas. Otras ramas de su actividad económica incluyen la industria, el comercio y la hostelería, en el último caso especialmente en la parroquia de Bayo.

## Cultura
El municipio posee una cierta importancia en cuanto a la cantidad de restos megalíticos, con tumbas datadas hace 5000 años. La más conocida es el Arca de Piosa, situada en la parroquia de Muiño. Se encuentran también diversos castros, como el de San Adrián. 
Al sur del municipio se encuentra el puente de Brandomil, de época medieval y construido según bases romanas.
En la actualidad se celebra en la capital del municipio el festival folk conocido como Festa da Carballeira, que cumplió su XXV aniversario en la edición de 2008, configurándose como una de las citas principales dentro del circuito de música tradicional en Galicia.
Zas cuenta con el museo del lino, en el que se pueden ver las distintas fases del cultivo e hilado del mismos: El sembrado en abril - La recogida en julio - El lagado y secado - El tascado y el espadelado - El rastreado - La hilada - El lavado del hilo y el tejido. Se trata de un museo viviente donde se puede asistir a demostraciones de hilado y tejido.